# Gargela niphostola
Gargela niphostola là một loài bướm đêm trong họ Crambidae.